# Cimetière central de Vienne
 (novembre 2021).
Si vous disposez d'ouvrages ou d'articles de référence ou si vous connaissez des sites web de qualité traitant du thème abordé ici, merci de compléter l'article en donnant les références utiles à sa vérifiabilité et en les liant à la section « Notes et références ».
Le cimetière central de Vienne fut ouvert en 1874 et compte parmi les plus grands cimetières d'Europe du fait de ses 240 hectares et de ses 330 000 tombes. Les nombreuses personnalités qui y reposent ainsi que les réalisations architecturales art nouveau en font une attraction touristique importante de Vienne (Autriche).

## Histoire

### Conséquences des réformes de Joseph II
Les réformes conduites par l'empereur Joseph II en 1784 eurent une importance particulière pour les inhumations à Vienne. En effet, les cimetières situés à l'intérieur du mur d'enceinte (aujourd'hui matérialisé par le Ring) durent fermer tandis que cinq cimetières communaux furent aménagés à l'extérieur : les cimetières de Sankt-Marx, Hundsturm, Matzleinsdorf, Währing et Schmelz. De plus, l'inhumation devait se dérouler de la manière la plus économique et la plus fonctionnelle possible. Certaines mesures durent être retirées à cause des protestations de la population, mais les cinq nouveaux cimetières furent quand même ouverts.
Au milieu du XIXe siècle, lorsque la population de Vienne augmenta (ainsi que le nombre de morts), on s'aperçut que les cimetières communaux des banlieues allaient vite atteindre leur capacité maximale. De plus, étant donné l'expansion de la ville, on souhaitait fermer au plus vite ces cimetières pour utiliser l'espace. En 1863, le conseil municipal de Vienne décida l'aménagement du cimetière central très loin de la ville, permettant ainsi de lui donner une très grande surface, et une capacité d'accueil presque illimitée, même à long terme. En outre, le conseil municipal décida que désormais, l'Église catholique ne gèrerait plus seule les cimetières : c'est le début des cimetières gérés et financés par la municipalité.
Lors de la planification du nouveau cimetière, on calcula que, sur la base de la croissance de la ville et l'étendue de l'empire d'Autriche-Hongrie, la capitale, Vienne, atteindrait à la fin du XXe siècle les 4 millions d'habitants. Parmi cinq terrains considérés comme idéaux par la mairie, une étude des services géologiques nationaux rétrécit le champ des possibles à deux disposant d'un sol et d'un relief parfaits pour la création d'un cimetière. Composé de lœss, le sol permet en effet une décomposition plus rapide des cadavres et empêche la propagation de maladies. De plus, ce type de sol est facile à creuser ne présente que de faibles risques d'effondrement.
La décision finale fut rendue en faveur de Kaiserebersdorf, quartier de Simmering. En 1869, la mairie reçut l'autorisation d'acquérir le terrain. L'année suivante, l'équipe des architectes de Francfort Karl Jonas Mylius et Alfred Friedrich Bluntschli réussit à convaincre le jury grâce à leur projet d'aménagement du cimetière. Après trois ans de travaux (1871-1874), la nouvelle nécropole de Vienne fut prête. Cependant, dès 1872, le cimetière de Sankt-Marx dut être fermé, et les autres cimetières communaux manquaient aussi de place, si bien que, un an avant l'inauguration, une partie du cimetière central était déjà en activité.

### Le conflit des religions
Dès 1863, lors de la décision du conseil municipal d'ouvrir un nouveau cimetière, on avait opté pour un cimetière multiconfessionnel, avec la possibilité pour chaque communauté d'avoir son propre terrain. En octobre 1874, deux semaines avant l'inauguration, le conseil municipal rendit le cimetière laïc et interdit toute inauguration religieuse.
Cette décision déplut aux catholiques qui protestèrent avec véhémence, d'autant plus qu'ils apprirent que la communauté juive avait acquis la partie ouest du cimetière en contrepartie d'une grosse somme d'argent. Le conseil municipal accepta finalement l'idée d'inaugurations religieuses mais refusa toujours l'administration du cimetière par les communautés.
La date de l'inauguration approchait et les protestations continuaient. Des groupes conservateurs appelèrent à manifester le jour de l'inauguration. Une telle action fut inutile car le maire de la ville autorisa finalement les catholiques à inaugurer religieusement le cimetière, très tôt le matin du 30 octobre.
Le 1er novembre 1874, le cimetière fut finalement inauguré. Ce jour-là, Jakob Zelzer fut la première personne à être enterrée, suivi de treize autres personnes.

### Un cimetière impopulaire
Dès son inauguration, et même avant, le cimetière fut critiqué. Impopulaire auprès de la population, il restait peu fréquenté. Sa désolation lui était entre autres reprochée, étant donné qu'à l'époque, seule une maigre végétation le caractérisait. De plus, la construction des bâtiments traînait. Enfin, les visiteurs devaient parcourir un long trajet à pied car il n'existait aucune liaison entre la ville et le cimetière. En octobre 1874, un journal local résumait l'avis général en une question : « une heure de trajet entre abattoirs, landes et paysans, et pour quel résultat ? »
Pour contrer cette image négative et pour augmenter l'attractivité du cimetière, la mairie décida en 1881 d'aménager un espace pour les sépultures de personnalités. Ainsi, les restes de personnes célèbres furent transférés de différents cimetières au cimetières central, par exemple Beethoven ou Schubert. En 1910, le cimetière fut doté d'une église construite par Max Hegele après que celui-ci eut gagné le concours pour sa réalisation. Cette église permit (et permet aujourd'hui encore) d'attirer les visiteurs.

### Un long chemin jusqu'au repos éternel
Le transport des cadavres constituait un autre problème que les conseillers municipaux devaient résoudre. Avec une centaine de morts par semaine, la rue principale de Simmering voyait continuellement défiler les cadavres transportés à cheval jusqu'au nouveau cimetière. Ce spectacle déplaisait fortement à la population locale dont le moral souffrait de cette confrontation incessante avec la mort. De plus, il arrivait régulièrement l'hiver que les convois restent bloqués à cause de la neige.
La mairie reçut de nombreux projets, suggestions, propositions pour améliorer la situation, mais rien ne fut réalisé. Un projet voyait par exemple la construction d'une ligne de chemin de fer spécialement pour le transport des cadavres qui partiraient d'une station de rassemblement aménagée dans une ancienne halle de marché. L'architecte Josef Hudetz et l'ingénieur Franz von Felbinger avancèrent même l'idée futuriste d'un tunnel reliant la ville au cimetière dans lequel les cadavres seraient transportés sur pneumatique.
Le transport à cheval continua donc jusqu'en 1918, où on utilisa le tramway électrifié qui roulait depuis le début du siècle. En 1925, on utilisa les premières voitures à moteur.

### L'incinération
Tous les Viennois ne souhaitaient pas finir enterrés. Depuis la fin du XIXe siècle, Vienne comptait de plus en plus de partisans de l'incinération. Au début du XXe siècle, les Sociaux-démocrates et les syndicats de travailleurs, exigèrent la construction d'un crématorium, contre l'avis de l'Église catholique. En 1921, la mairie délivra le permis de construire et en 1922 eut lieu l'inauguration, malgré l'interdiction décidée la veille par le ministre conservateur des affaires sociales. Le maire de l'époque fut donc cité devant le tribunal constitutionnel qui trancha cependant en faveur du crématorium. Ce n'est qu'en 1966 que le diocèse de Vienne accepta la crémation comme égale à l'enterrement.
Le crématorium de Simmering ne se situe pas directement sur le terrain du cimetière, mais de l'autre côté de la rue, presque en face de l'entrée principale du cimetière.

### Le cimetière sous le Troisième Reich
Le Troisième Reich et la Seconde Guerre mondiale laissèrent des traces sur le cimetière. Dans le cadre des pogroms contre la population juive au cours de la Nuit de Cristal, le 9 novembre 1938, la salle des cérémonies de l'ancien cimetière juif fut détruite à l'explosif et celle du nouveau cimetière juif fut saccagée. De plus, de nombreuses sépultures furent profanées.
Entre 1938 et 1945, alors que l'Autriche avait été annexée à l'Allemagne, des centaines de résistants et déserteurs furent exécutés et enterrés dans des fosses communes du cimetière. Leurs proches ne furent jamais avertis ni de l'heure ni du lieu de l'enterrement, selon l'ordre donné par le tribunal à l'administration du cimetière. L'enterrement se déroulait dans un quartier fermé du cimetière, en l'absence de public et sous surveillance policière. Quelques années après la guerre, les tombes des mis à mort du carré 40 furent déclarées monument du souvenir par la ville de Vienne.
En 1944, Walter Nowotny, un des meilleurs pilotes de l'armée de l'air allemande fut enterré dans une tombe d'honneur. En 2003, ce titre lui fut retiré car le régime national-socialiste avait, selon la déclaration d'indépendance de l'Autriche de 1945, « conduit l'Autriche dans une guerre de conquête insensée et sans issue [...], à une guerre contre des peuples contre lesquels aucun véritable Autrichien n'a jamais ressenti de haine ou d'inimitié. »
Lors de la bataille de Vienne en avril 1945, des tirs nourris se produisirent au cimetière entre l'armée rouge et les soldats allemands. Les plus gros dégâts furent cependant causés par les bombardements des mois précédents qui s'expliquent par le fait que plusieurs zones industrielles se situent dans les environs (comme la raffinerie de Schwechat). Après la guerre, on dénombra 550 éclats de bombes et plus de 12 000 tombes endommagées. La coupole de l'église fut détruite par une bombe incendiaire, tous les bâtiments du cimetière furent touchés. En février 1945, les chapelles ardentes furent durement touchées par des bombes. Les mises en bière ne furent alors possibles que directement dans la tombe.
Après la guerre, les travaux de remise en état furent rapidement entrepris. La reconstruction de la coupole de l'église dura cependant jusque dans les années 1950, et jusque dans les années 1990, on restaura des tombes endommagées dans l'ancien cimetière juif. Il reste toujours un terrain vague à l'emplacement de la salle des cérémonies détruites par les nazis en 1938. Dans le carré 40, en face de monuments aux résistants, se trouve une fosse commune pour les plus de 400 victimes des bombardements de 1944-1945. De nombreuses autres monuments et tombes de guerre rappellent le souvenir de nombreuses victimes de cette période trouble.

### Le cimetière aujourd'hui
Après les enterrements économiques sous Joseph II, la bourgeoisie essaya dans la 2e moitié du XIXe siècle d'égaler la noblesse et mit en scène des cérémonies grandioses : le concept de « beau cadavre » (der schöne Leich) était né. Aujourd'hui encore, le « beau cadavre » éveille l'intérêt de la population viennoise, et les enterrements d'hommes politiques ou de personnalités diverses sont l'occasion pour beaucoup de rendre un dernier hommage au trépassé. Ainsi, lorsqu'un président est enterré, la rue qui mène de l'entrée principale à la crypte des présidents est bondée des deux côtés de spectateurs. Idem dans le domaine musical, l'enterrement de Falco en février 1998 attira des milliers de personnes.
Les enterrements au cimetière central sont organisés par la municipalité. Jusqu'en 2002, elle en avait d'ailleurs le monopole. À cette date, le ministère de l'économie ouvrit ce secteur à la concurrence. L'administration du cimetière reste cependant du domaine de la municipalité. L'entretien jardinier et la marbrerie funéraire sont aussi ouverts à la concurrence.
Au cours de son histoire, le cimetière fut agrandi sept fois (la dernière fois en 1921). Il accueille en 2006, environ 330 000 sépultures pour près de 3 millions de morts,. À son inauguration, c'était le plus grand cimetière d'Europe. Sa superficie actuelle de presque 2,5 km2 n'est aujourd'hui dépassée que par le cimetière de Ohlsdorf à Hambourg, grand de 4 km2.
Le « parc du repos et de la force », aménagé par l'architecte Christof Riccabona et inauguré en 1999, est une des dernières nouveautés architecturales du cimetière. Il s'agit d'un parc fondé sur la géomancie qui se compose de cinq parties aménagées différemment et dont le but est le repos et la médiation du corps et de l'esprit.

## Situation et infrastructures
Le cimetière central se situe à la frontière sud-est de la ville, contrairement à ce que son nom pourrait laisser penser. Il appartient à l'arrondissement de Simmering, qui ne faisait pas encore partie de Vienne à l'époque de l'inauguration du cimetière. Ce cimetière joue quand même un rôle important pour Vienne, en tant que plus grand cimetière de la ville, car les frais d'inhumation y sont bien moins élevés que dans les autres cimetières viennois.
La rue principale de Simmering conduit directement au cimetière et contribue donc largement à son accessibilité. Plus on s'approche du cimetière, plus la densité d'entreprises de marbreries, fleuristes etc. augmente. Bien que le cimetière soit situé entre une rue très fréquentée et une voie ferroviaire, il reste en grande partie épargné par les bruits de circulation, étant donné son étendue. Seule une voie aérienne de l'aéroport de Vienne qui passe juste au-dessus du cimetière vient de temps en temps troubler la tranquillité du lieu.

### Transport dans le cimetière
À cause de son étendue, le cimetière dispose de longues avenues qui rendent les trajets très longs. Les avenues principales peuvent être empruntées par les voitures moyennant finance. La vitesse maximale autorisée est alors de 20 km/h. Le 1er novembre est le seul jour où les voitures sont interdites pour prévenir les craintes d'embouteillages. Les personnes disposant d'un justificatif de handicap peuvent accéder aux sépultures gratuitement en voiture, et ce même le 1er novembre sur autorisation spéciale.
Pour rendre accessibles les sépultures éloignées aux personnes sans véhicules, le cimetière met à disposition une ligne de bus depuis 1971. Elle traverse une grande partie du cimetière au rythme d'un bus toutes les demi-heures, sauf le jour de la Toussaint. Chaque année, 60 000 passagers empruntent cette ligne, régie par la société privée Dr Richard. Depuis 2004, la ville de Vienne subventionne la ligne à hauteur de 34 000 euros par an. Les détenteurs d'un titre de transport des lignes municipales sont donc dispensés de billet sur cette ligne. La ligne portait au départ le numéro 11, mais fut renommé ligne 106 pour éviter la confusion avec la ligne 11 des bus municipaux.

### Le tramway 71
Lorsqu'on évoque le cimetière central, les Viennois pensent tout de suite à la ligne 71 des tramways, qui part de la Schwarzenbergplatz (4e arrondissement) et mène au cimetière. Le 71 est souvent présent dans les anecdotes et chansons traditionnelles de Vienne comme dernier voyage des Viennois. On peut donc dire, familièrement, que quelqu'un "a pris le 71".
En 1901, le tramway électrique remplaça la ligne de chemin de fer à cheval. Depuis 1907, elle porte le numéro 71. En 1918, on commença à transporter les cadavres sur cette ligne, le plus souvent nuitamment, car on manquait de chevaux et que la grippe espagnole augmentait le nombre de morts. Ce procédé fut vite interrompu, à la suite du mécontentement de la population, mais dut être remis en œuvre lors de la Seconde Guerre mondiale. En 1942, les Wiener Linien disposaient de trois voitures particulières pour le transport de cadavres. Après la guerre, on suspendit définitivement ce mode de transport.
Aujourd'hui encore, le 71 est le moyen le plus utilisé pour se rendre au cimetière. La station de S-Bahn située près de l'entrée arrière du cimetière n'est que rarement utilisée, une autre station proche du cimetière fut abandonnée en 2002. La ligne 3 du métro s'arrête 2 km avant le cimetière (un prolongement n'est pas à l'ordre du jour), obligeant les visiteurs à emprunter les lignes 71 ou 6, qui va depuis 2000 jusqu'au cimetière. Pour la Toussaint, où le nombre de visiteurs dépasse les 300 000, la fréquence du 71 est relevée. Jusqu'en 2000, date de l'inauguration de l'actuel terminus du métro, la ligne "Toussaint-35" était mise en service le 1er novembre pour renforcer le trafic vers le cimetière.

## Évolution des quartiers religieux
Le cimetière dans sa forme actuelle est composé d'une partie interconfessionnelle, le cimetière principal, accueillant toutes les sépultures sans distinction religieuse, ainsi que d'une plusieurs quartiers ou cimetières religieux.
La majeure partie du cimetière principal est occupé par des sépultures catholiques. Il existe en outre des quartiers ou cimetières pour d'autres religions : 
- bouddhisme
- protestantisme
- islam (ancien et nouveau quartier ainsi que quartier égyptien)
- judaïsme (ancien et nouveau cimetières)
- orthodoxie (russe, grecque, roumaine etc.)

Même après les différents agrandissements, le cimetière principal reste de loin la plus grande partie du cimetière central, que ce soit en superficie ou en nombre de tombes. Tandis que le cimetière protestant et le nouveau cimetière juif sont géographiquement clairement délimités et disposent chacun d'une porte d'entrée dans le mur d'enceinte du cimetière, les autres confessions se situent directement dans le cimetière principal, telles des enclaves.
Au quotidien, le "cimetière central" désigne aussi bien la partie interconfessionnelle que la totalité du cimetière. De ce fait, on ne parle pas de "cimetière catholique" pour désigner la partie interconfessionnelle (majoritairement catholique).

### Ancien et nouveau cimetières juifs

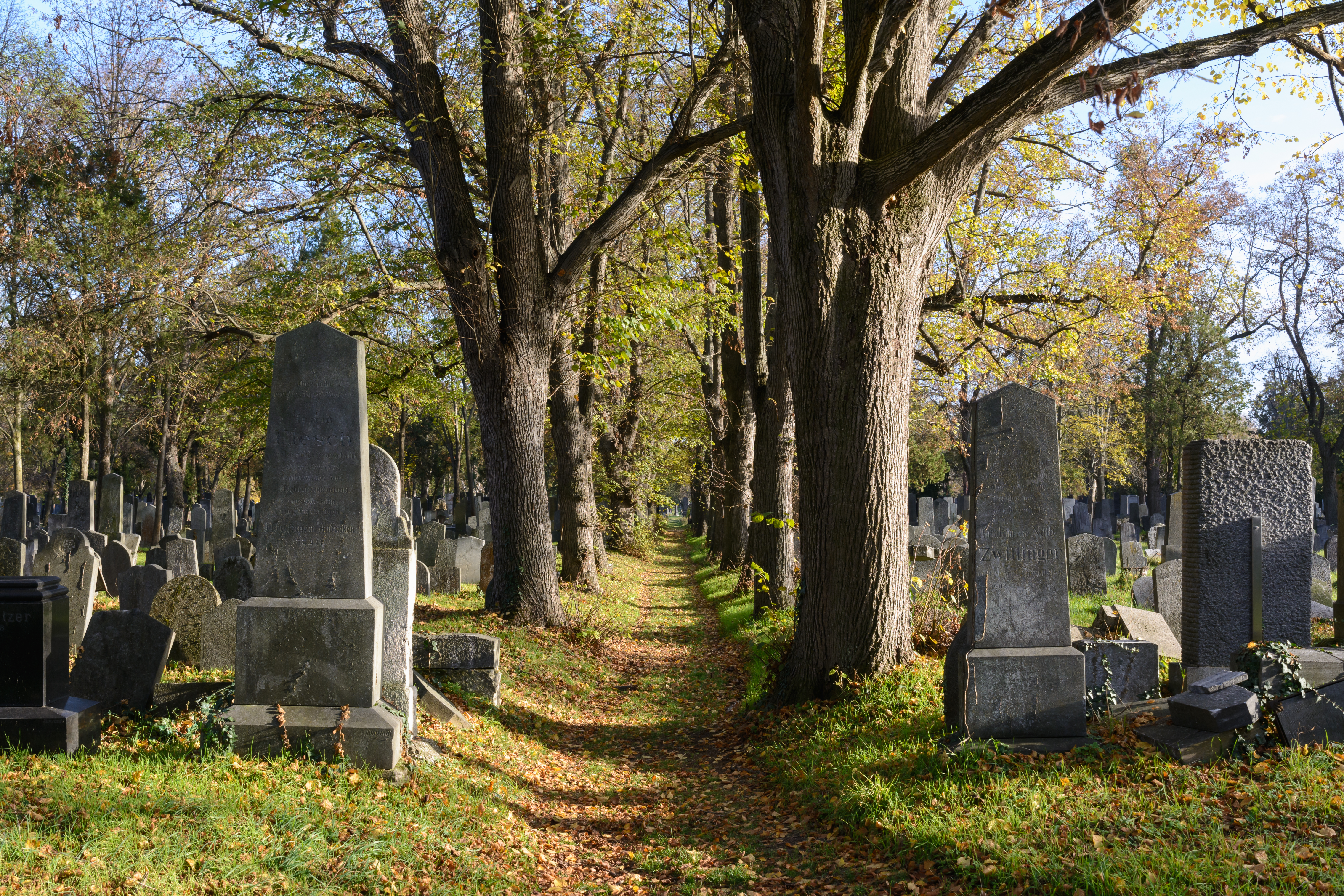
Une avenue boisée dans la section de l'ancien cimetière juif du cimetière central. Novembre 2022.

Le cimetière juif est le premier quartier religieux inauguré, à l'ouest du cimetière, dès 1879. Pourtant, dès 1916, cette partie atteint sa capacité d'accueil maximale. On aménagea alors à l'extrémité est du cimetière un "nouveau cimetière juif". En 1945, des bombes tombèrent sur la partie ancienne et détruisirent 3 000 tombes. Dans les décennies qui suivirent, cette partie, laissée à l'abandon, fut envahie par la végétation jusqu'en 1991, date à laquelle fut créée l'association Shalom qui commença à restaurer et entretenir les tombes. L'ancien cimetière juif, où est enterré Arthur Schnitzler et le nouveau sont de loin les quartiers religieux les plus grands.

### Quartier orthodoxe
Le 9 mai 1895, l'église Saint-Lazare fut inaugurée dans le quartier orthodoxe russe du cimetière. Depuis, d'autres quartiers orthodoxes ont été inaugurés : 
- bulgare
- grec
- copte
- roumain
- serbe
- syriaque

### Le cimetière protestant

#### Histoire
La communauté protestante de Vienne disposait depuis 1858, soit avant la création du cimetière central, de son propre cimetière dans le quartier de Matzleinsdorf, à la suite du concordat autrichien de 1855 qui prévoyait la séparation confessionnelle des tombes. À partir de 1876, ce cimetière fut menacé de fermeture. La proposition des protestants de créer un cimetière plus grand au même endroit fut rejetée par la municipalité. Ainsi, la seule solution pour les protestants fut de s'installer ailleurs. À la fin du XIXe siècle, la communauté acheta un terrain à l'est du cimetière central qui devint le cimetière protestant de Simmering.

#### Le cimetière
Le cimetière protestant, accessible par la porte 4, fut inauguré en 1904. Il est toujours propriété de la communauté protestante et n'est donc pas géré par la municipalité.
Le cimetière possède une église et une chapelle ardente, et ce depuis l'inauguration. Karl Friedrich Wolschner et Rupert Diedtel remportèrent le concours pour l'aménagement du cimetière. L'aménagement du cimetière et de son église, réduit au strict minimum, est d'une allure discrète. La chapelle ardente fut agrandie en 1977-1978.
Le terrain étroit et en longueur, d'une superficie de 6,3 ha, occupe une place modeste au sein des 250 ha du cimetière. Vu de la rue principale de Simmering, le cimetière protestant se situe entre le cimetière principal à droite et le nouveau cimetière juif à gauche. Derrière se situe aussi le cimetière principal. Le cimetière n'a atteint que 40 % de sa capacité et accueille 8448 tombes, 380 tombes pour urnes et 85 niches pour urnes. Étant donné l'étroitesse du lieu, il n'existe qu'un chemin au centre, flanqué des deux côtés de sépultures. Jusqu'en 1985, les voitures pouvaient pénétrer dans le cimetière. Aujourd'hui, cela n'est possible que le mercredi avec autorisation d'un médecin. Il existe quelques passages pour les piétons reliant le cimetière protestant aux cimetières juif et principal.

### Quartier musulman
Dès la fin du XIXe siècle, des Musulmans étaient enterrés dans le cimetière central. Au milieu des années 1970, on aménagea le premier quartier musulman, un second suivi plus tard ainsi qu'un quartier pour les musulmans égyptiens. Les tombes sont dirigées vers La Mecque selon le Coran, indépendamment du tracé des chemins. Comme ce quartier doit atteindre prochainement sa capacité maximale, la communauté musulmane a opté dès 2001 pour la création d'un cimetière musulman à Liesing, en accord avec la mairie. Après plusieurs retards dans les travaux, le cimetière fut inauguré le 3 octobre 2008.

### Cimetière bouddhiste
Depuis 2005, il existe un cimetière bouddhiste (carré 48A). Après des tractations entre les représentants de la communauté bouddhiste et la mairie, les travaux furent entamés à l'automne 2003. Le 23 mai 2005, le cimetière bouddhiste fut inauguré. Lors d'une cérémonie festive, un stupa, construction sacrée au centre du cimetière, fut rempli de sutra par des moines bouddhistes représentant les différentes écoles bouddhistes d'Autriche. L'inauguration attira l'attention des médias, car les cimetières bouddhistes sont rares en dehors des pays traditionnellement bouddhistes. L'architecte Christof Riccabona, fut chargé de l'aménagement du cimetière. Les groupes de tombes forment une roue à 8 branches autour du sutra, les 8 branches symbolisent le Noble Chemin octuple du bouddhisme. Enterrements et incinérations sont possibles.

## Crypte présidentielle

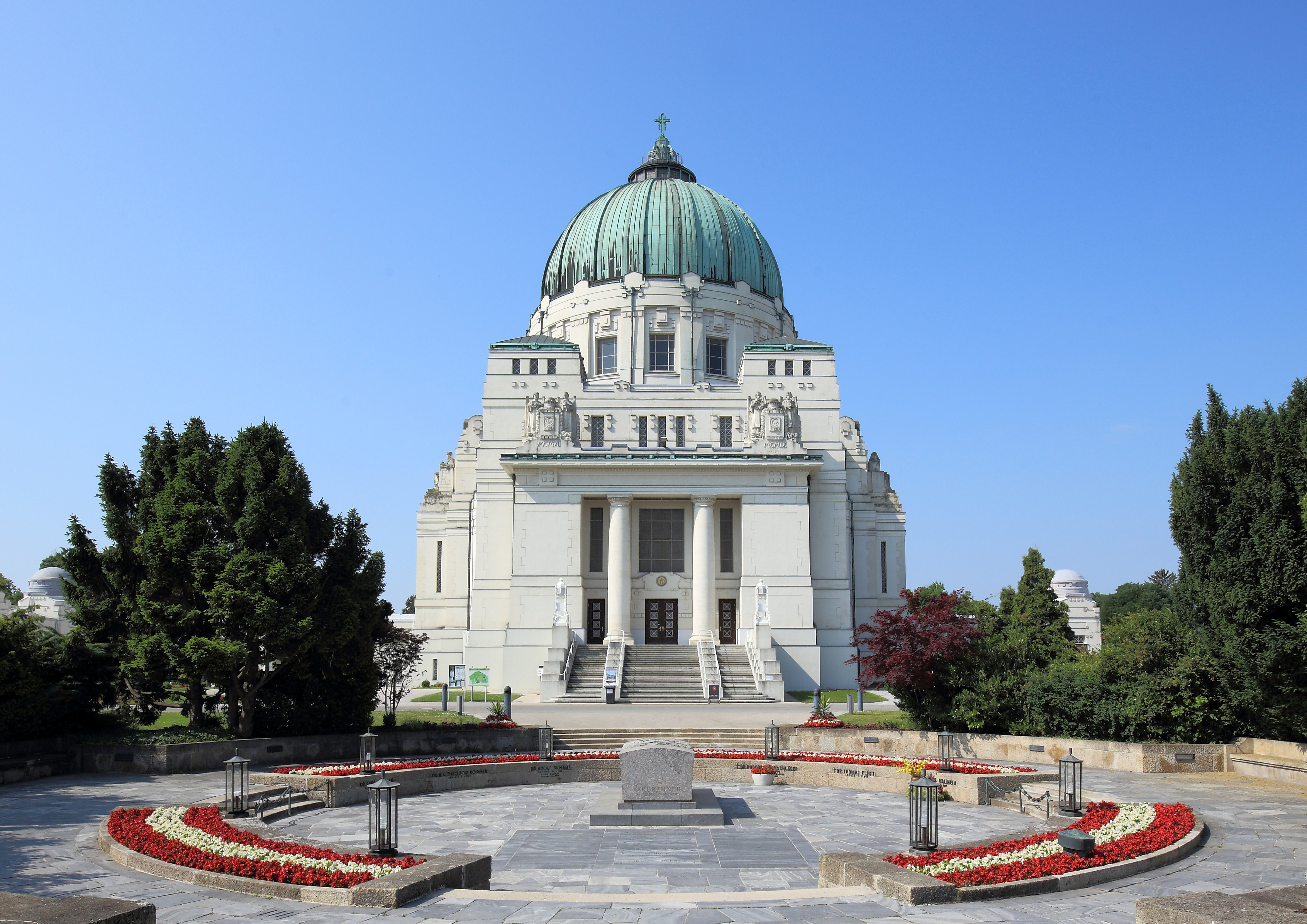
La crypte présidentielle devant l'église de Charles Borromée.

Juste devant l'église Saint-Charles-Borromée se trouve la crypte présidentielle dans laquelle tous les présidents de la 2e République sont enterrés depuis 1951. Il s'agit de : 
| Nom                  | Naissance-mort | Présidence |
| -------------------- | -------------- | ---------- |
| Karl Renner          | 1870–1950      | 1945–1950  |
| Theodor Körner       | 1873–1957      | 1951–1957  |
| Adolf Schärf         | 1890–1965      | 1957–1965  |
| Franz Jonas          | 1899–1974      | 1965–1974  |
| Rudolf Kirchschläger | 1915–2000      | 1974–1986  |
| Thomas Klestil       | 1932–2004      | 1992–2004  |
| Kurt Waldheim        | 1918–2007      | 1986–1992  |

La construction très plate de 1951 donne à la crypte un aspect peu pompeux mais est en fait une conséquence de la contrainte imposée à l'architecte de ne pas entraver la perspective de l'église. Comme la crypte n'était à l'origine prévue que pour Karl Renner, mort en 1950, seul son nom figure sur le sarcophage placé au centre. Les noms de tous les présidents enterrés sont gravés sur une plaque posée sur les côtés, là où repose chacun d'entre eux. Les partenaires des présidents ont aussi la possibilité de reposer dans la crypte, mais avec autorisation du président en fonction. Ainsi, Mmes Schärf (décédée en 1956), Renner (1963), Jonas (1976) et Kirschschläger (2009) reposent à côté de leur mari.
Les enterrements d'État et les enterrements nationaux sont organisés et financés par la République autrichienne et sont réservés aux présidents, aux chanceliers et aux présidents de l'assemblée nationale. Si une personne concernée décède dans l'exercice de ses fonctions, il a le droit à un enterrement d'État. S'il décède après la fin de son mandat, c'est alors un enterrement national qui l'honorera. Jusqu'à présent, 5 présidents eurent les honneurs d'un enterrement d'État (MM. Renner, Körner, Schärf, Jonas et Klestil). Pour MM. Kirschschläger et Waldheim fut organisé un enterrement national sans l'exposition publique de leur cercueil qu'ils avaient refusée par testament. Un enterrement national fut aussi organisé pour les anciens chanceliers Leopold Figl, Julius Raab, Alfons Gorbach, Bruno Kreisky et Fred Sinowatz. Josef Klaus fut quant à lui enterré dans l'intimité familiale, selon sa volonté. Excepté MM. Gorbach, Klaus et Sinowatz, tous les anciens présidents de la République ainsi que les anciens chanceliers sont enterrés au cimetière central.

## Monuments et tombes militaires
Le cimetière central renferme de nombreux monuments et tombes ou cimetières militaires. Les plus importants sont : 
- Le cimetière des morts de la Première Guerre mondiale, devant lequel se trouve le monument aux morts « Mère de la douleur » construit en 1925 par Anton Hanak.
- Le cimetière des morts de la Seconde Guerre mondiale.
- Le monument aux victimes du fascisme 1934-1945 (Carré 41, inauguration le 1er novembre 1943)
- Le cimetière des héros russes comprenant des tombes de 2 624 soldats russes de la Seconde Guerre mondiale.
- Le monument aux héros juifs et des tombes de soldats juifs originaires de Vienne et morts pendant la Première Guerre mondiale.

En outre, on trouve des regroupements de tombes pour les victimes de divers événements dont le souvenir est évoqué par un monument. Entre autres : 
- Les victimes de la Révolution de 1848
- Les victimes de l'incendie du Ringtheater du 8 décembre 1881
- Les victimes de l'accident de ballon dirigeable du 20 juin 1914
- Les victimes des 15 et 16 juillet 1927 (manifestants abattus lors de l'incendie du Palais de Justice)
- Les victimes policières de juillet 1927.
- Les victimes de l'avalanche du Hohen Sonnblick du 21 mars 1928
- Les victimes civiles du 12 février 1934 (guerre civile)
- Les victimes policières de février 1934
- Les victimes du nazisme et de la justice nazie (civile et militaire) : résistants et déserteurs de l'armée allemande enterrés à l'époque à cet endroit même
- Les victimes de la résistance tchèques au nazisme
- Les victimes des bombardements de 1944 et 1945
- Les enfants victimes d'euthanasie à l'hôpital de Spiegelgrund entre 1940 et 1945.

## Architecture
Le cimetière a été aménagé sur un terrain vague à l'époque, ce qui laissa une très grande marge de manœuvre aux architectes. Son plan se caractérise par une structure claire, dessinée soigneusement, notamment en ce qui concerne la disposition de tombes et les chemins du cimetière. Les chemins parallèles qui mènent tous à la porte principale forment un quadrillage fonctionnel à angles droits. De plus, 2 larges chemins partent de la porte principale à 45° et s'enfoncent dans le cimetière. Il existe d'autres chemins parallèles à ces derniers.

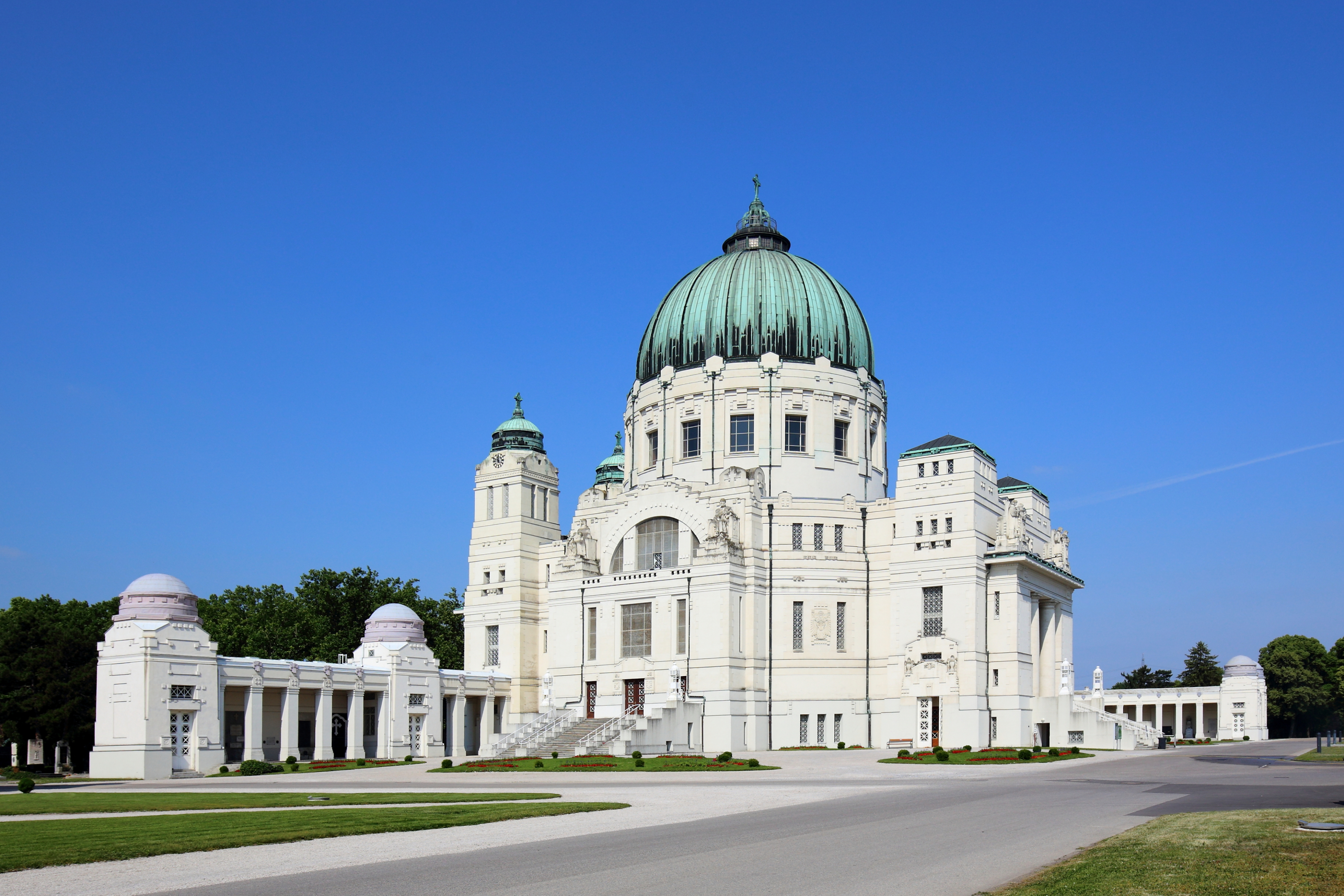
L'église Saint-Charles-Borromée de Max Hegele.
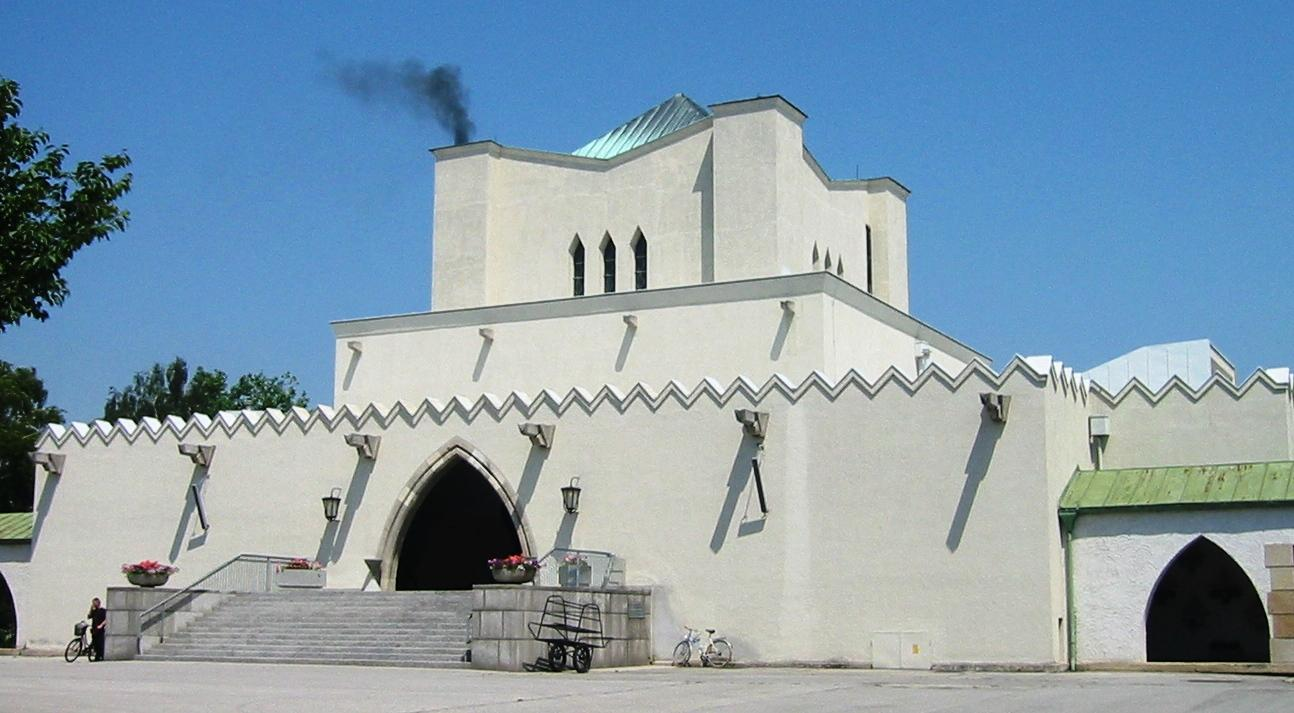
Le crématorium de Clemens Holzmeister.
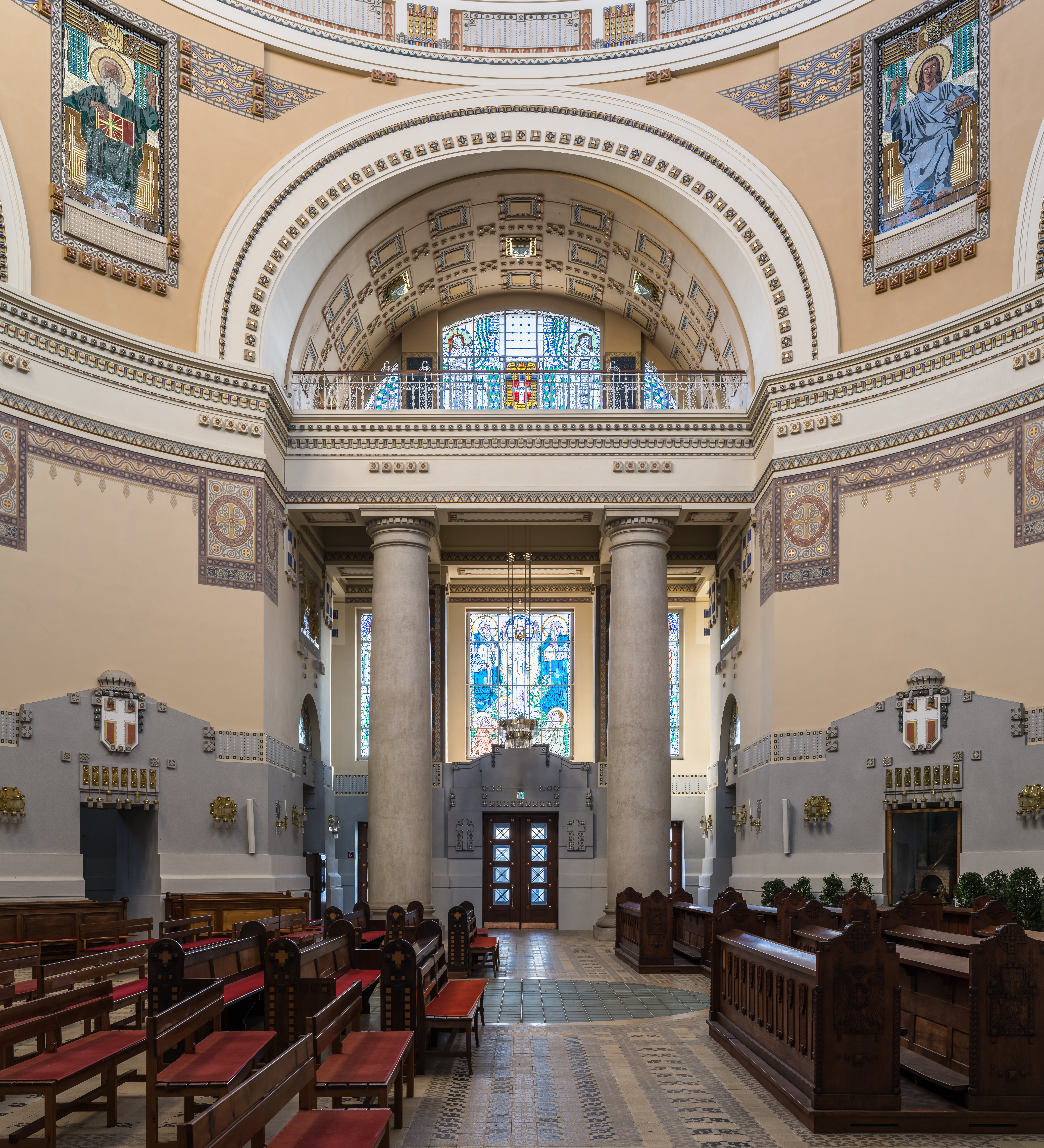
Intérieur de l'église Saint-Charles-Borromée.

La première construction remarquable est la porte principale, conçue par Max Hegele, élève de Victor Lunz et Karl von Hasenauer. Elle comprend le portail proprement dit ainsi que deux chapelles ardentes, de part et d'autre du portail. Pour des raisons pratiques, ce furent les premières constructions de Hegel dans le cimetière.
Le centre géographique et créatif du cimetière est sans conteste l'église conçue par Hegele et dédiée à saint Charles Borromée. Construite entre 1908 et 1910, c'est une des églises art nouveau les plus importantes. Les vitraux et mosaïques sont de Leopold Forstner. Il représenta dans 4 pendentifs sous la coupole les 4 évangiles, et conçut aussi les entrées des chapelles latérales. Sous l'autel principal se trouve la crypte où repose Karl Lueger, ancien maire de Vienne mort en 1910 et qui posa la première pierre de l'église en 1908. Pour cette raison, l'église est aussi connue sous le nom de « Église Karl Lueger ».
De 1995 à 2000, l'église fut soumise à des travaux de rénovation, car le temps avait laissé ses traces autant à l'extérieur qu'à l'intérieur du bâtiment. La coupole fut par exemple reproduite selon les plans originaux; après sa destruction par une bombe pendant la guerre, elle n'avait été que rapidement restaurée.
Les arcades et columbariums à côté de l'église furent aussi réalisés par Hegele, avant l'église entre 1905 et 1907. Ils comprennent 70 cryptes sous arcades, 2 mausolées et 768 niches dans lesquelles ne se trouvent pas des urnes, comme on pourrait le croire, mais des cercueils.
Autour de l'église, la disposition des tombes et des chemins évoque une croix. Cette forme particulière au milieu d'une surface dominée par les quadrillages fut obtenue d'une part par des chemins en demi-cercles pour les contours et d'autre part par un quadrillage bien plus serré à l'intérieur de ces demi-cercles. Le pied de la croix se confond avec l'entrée du cimetière.
La longue existence du cimetière lui permit de voir la réalisation d'autres bâtiments intéressants. Le crématorium de Clemens Holzmeister dans un style expressionniste avec des influences orientales. Ce projet n'obtint que la 3e place du concours où il fut présenté, mais fut quand même choisi car il s'intégrait mieux au château déjà existant sur ce terrain. Pour Holzmeister, ce fut le début d'une grande carrière; après la réalisation de ce crématorium, il devint professeur d'architecture à l'académie des beaux arts de Vienne. Presque un demi-siècle plus tard, entre 1965 et 1969, Holzmeister entreprit quelques agrandissements et travaux dans le cimetière, par exemple la construction de nouvelles salles de cérémonie.
Dans les années 1920, une troisième chapelle ardente fut construite dans le cimetière, mais ni par Hegele, ni par Holzmeister. Ce fut Karl Ehn, un élève d'Otto Wagner qui s'en chargea. L'inauguration eut lieu en 1924. Elle se situe loin à l'intérieur du cimetière, tout au bout du chemin diagonal de gauche en partant de la porte principale.

## Faune et flore
Le cimetière fait partie de la ceinture verte de Vienne, à l'est de la ville. En raison de sa taille et de la densité des arbres, il abrite une faune variée. Les écureuils sont les animaux les plus faciles à observer. Les Viennois les nomment « Hansi » et ils sont relativement peu farouches, car de nombreux visiteurs les nourrissent de noisettes. D'autres animaux moins connus des visiteurs peuplent aussi le cimetières, comme une vingtaine de biches, qui prennent leurs quartiers de préférence dans l'ancien cimetière juif qui leur offre une réserve de nourriture surtout l'hiver grâce aux nombreuses plantes qui poussent entre les tombes. Dans le cimetière, on trouve aussi des faucons crécerelles, des hamsters des champs, des blaireaux, des martres, des grenouilles et autres animaux de petite taille.

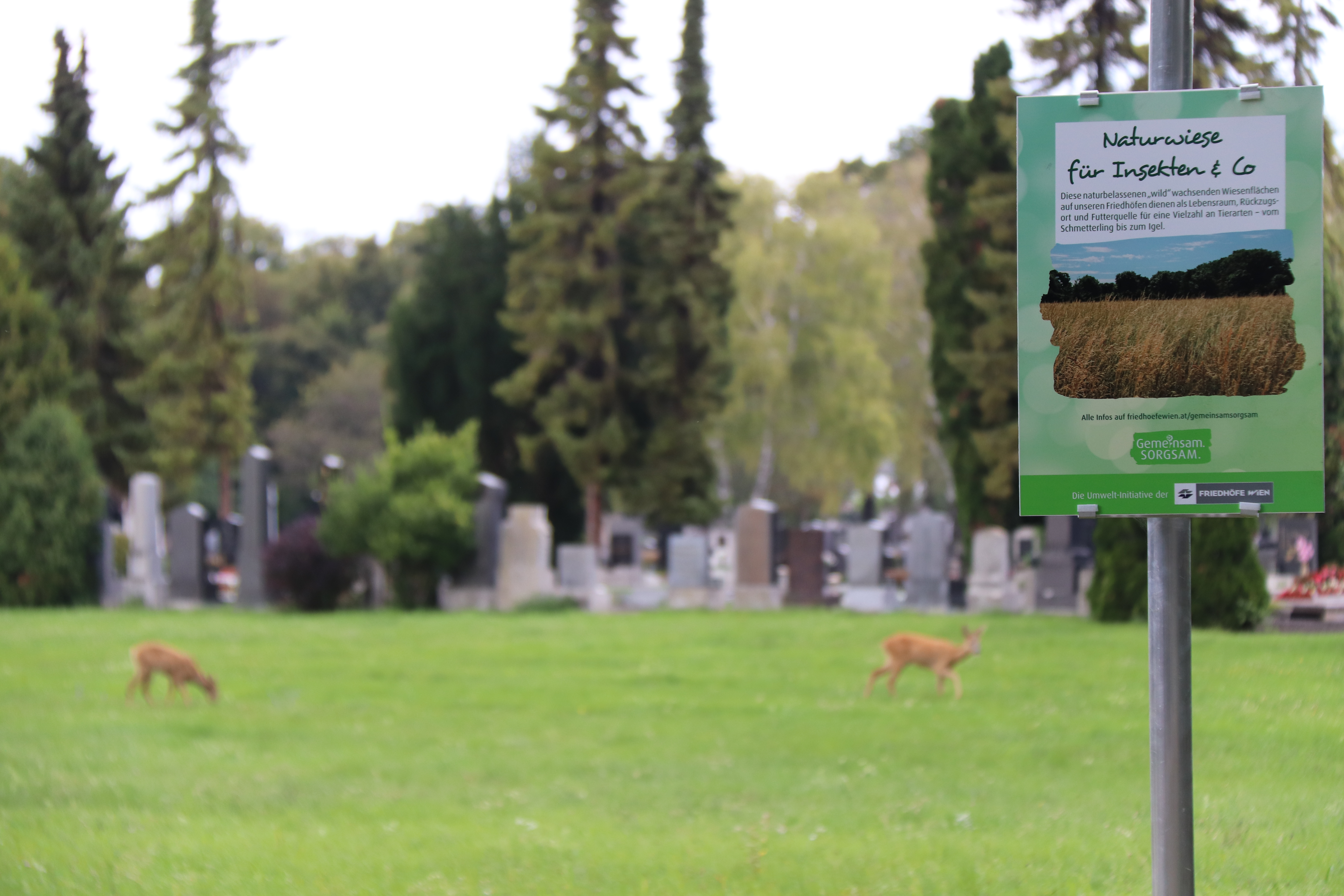

Jusqu'au milieu des années 1980, le cimetière était même officiellement une réserve de chasse et le peuplement en gibier était régulièrement contrôlé par des chasseurs engagés par l'administration des eaux et forêts. Actuellement[Quand ?], on essaye de préserver l'équilibre environnemental sans avoir recours aux armes, notamment grâce au programme Netzwerk Natur des services de protections de l'environnement de la ville de Vienne qui fait en sorte que le cimetière comprenne des espaces naturels préservés.

## Culture et médias
Avec ses 3 millions de défunts, le cimetière central accueille une population presque équivalente au double des vivants de Vienne et presque la moitié de tous les Viennois qui ont jamais vécu. Le cimetière fait partie intégrante de l'image de la ville. Dirk Schümer, un correspondant à Vienne du journal allemand Frankfurter Allgemeine Zeitung le dénomma « Place des Héros du culte aux morts de Vienne », en référence à une grande place de Vienne, la Heldenplatz (place des Héros). Il ajouta que « aucune autre ville ne compte ses morts parmi les vivants avec autant de joie. »
Dans le domaine musical, le musicien austropop Wolfgang Ambros s'inspira d'une affiche de 1974 à l'occasion des 100 ans du cimetière pour écrire son plus grand succès, Es lebe der Zentralfriedhof (Vive le cimetière central).
De nombreux films ou téléfilms font référence au cimetière et se sont servis de son charme morbide comme lieu de tournage. On notera particulièrement Le Troisième Homme (1948) avec Orson Welles, dans lequel plusieurs scènes se passent au cimetière. Dans le clip de la chanson Vienna de Ultravox (1981), qui s'inspire du film de Welles, le cimetière est présent sur quelques plans et la tombe de Carl Schweighofer sert de pochette au single.
En 2005, l'ORF diffusa un documentaire intitulé Es lebe der Zentralfriedhof consacré à la faune du cimetière. Des séries policières autrichiennes telles que Kottan ermittelt (de) ou Rex (Saison 1 - Épisode 12, Apportez-moi la tête de Beethoven) se passent aussi au cimetière, de même que le film pour enfants Die Knickerbocker-Bande: Das sprechende Grab (de) (1994).

## Quelques personnes célèbres enterrées au cimetière central de Vienne
- Franz Abel (1860-1919), sculpteur

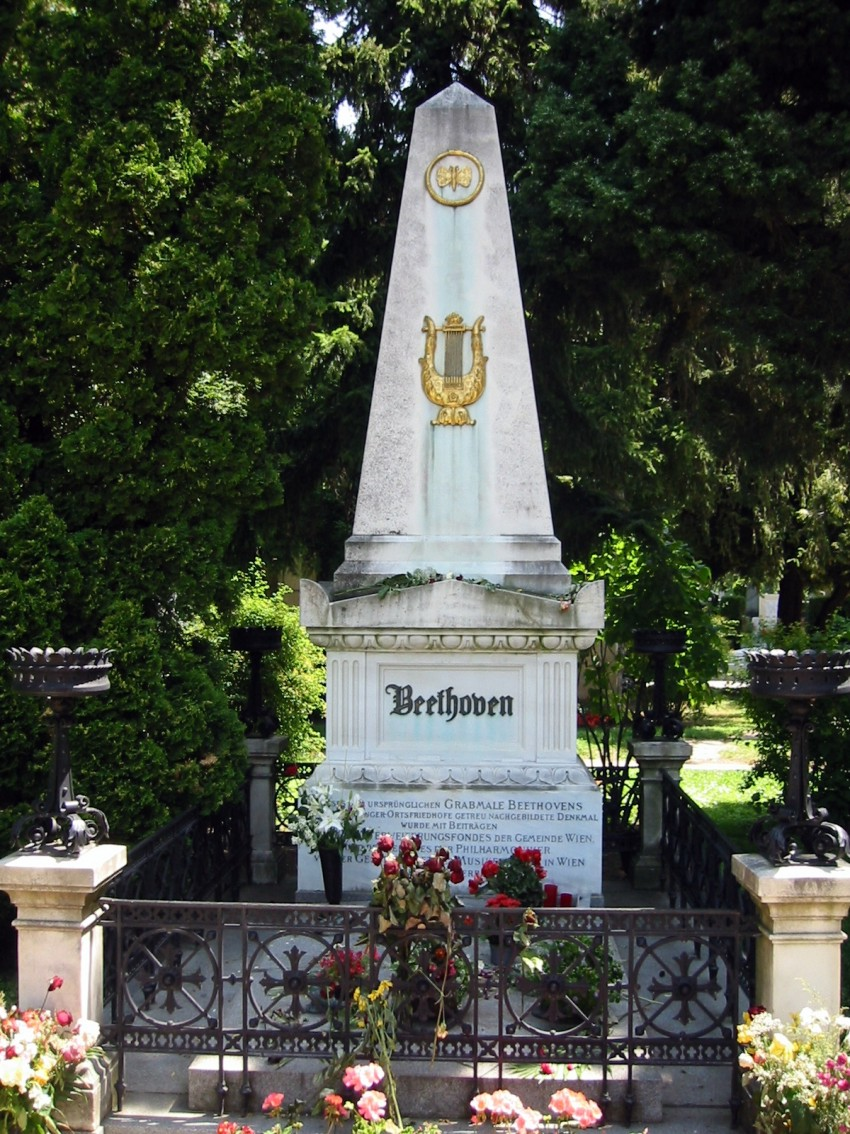
Tombe de Ludwig van Beethoven.

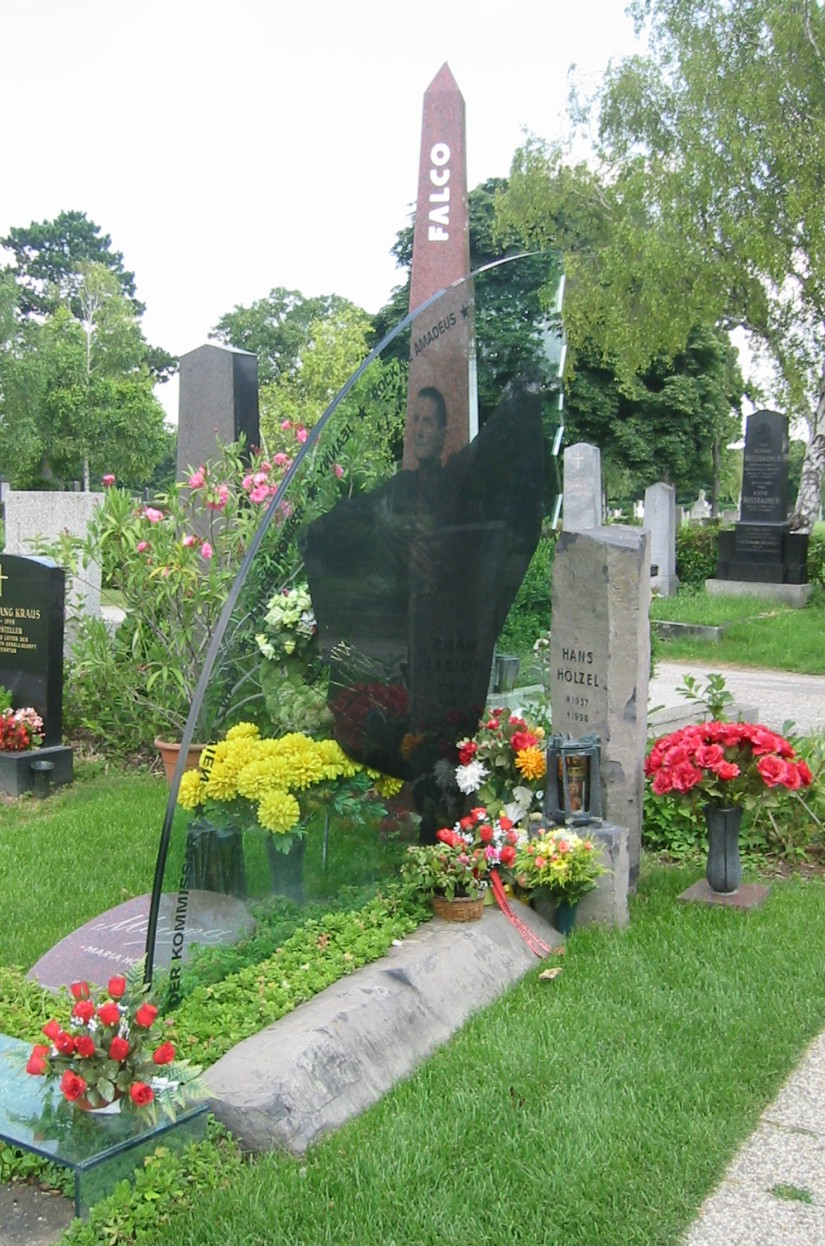
Falco.

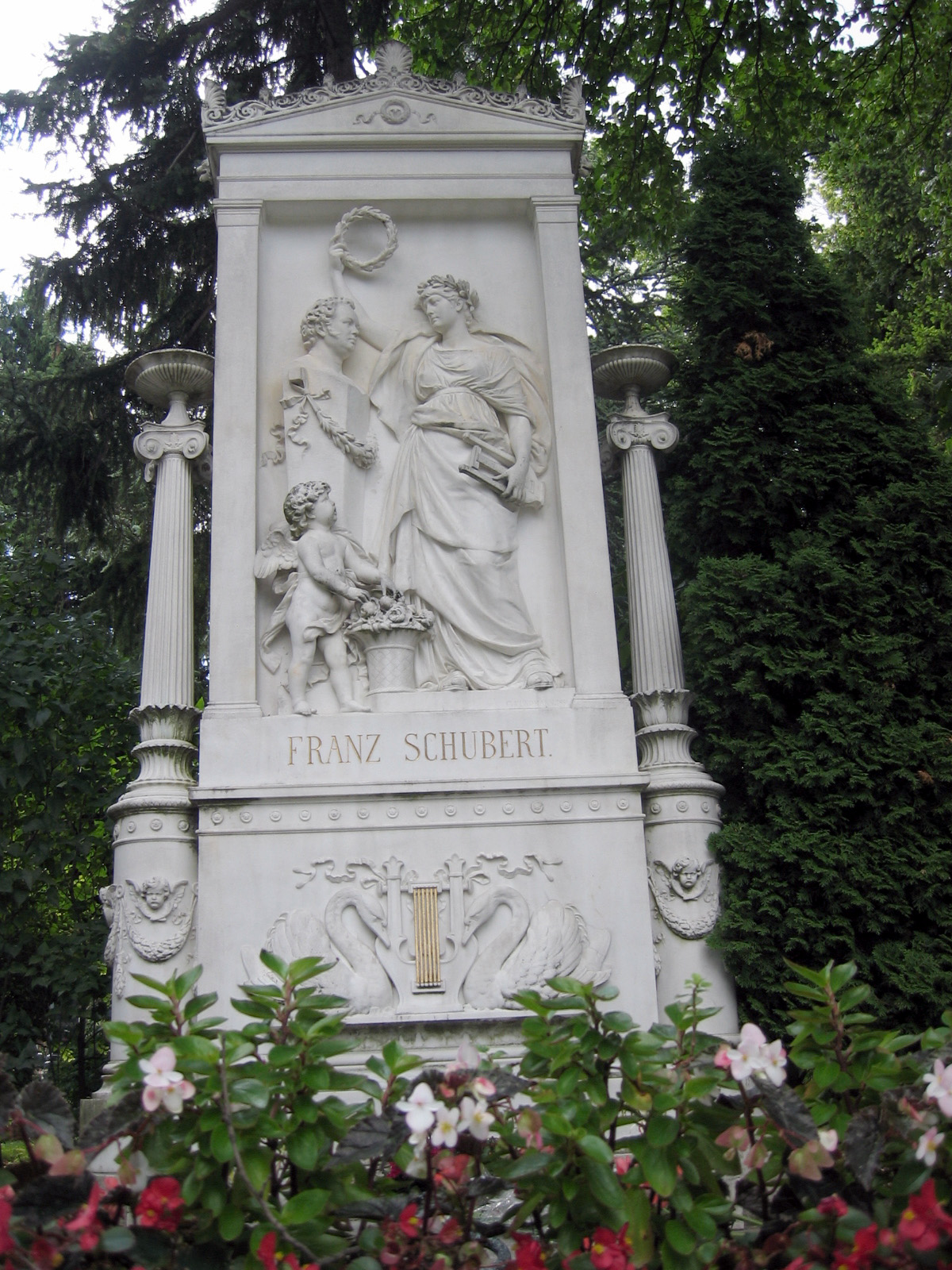
Tombe de Franz Schubert.

- Ludwig van Beethoven, (1770-1827), compositeur
- Ludwig Boltzmann, (1844-1906), mathématicien et physicien
- Johannes Brahms, (1833-1897)  compositeur
- Carl Czerny, (1791-1857) compositeur
- Bettina Ehrlich (1903-1985), peintre et auteure
- Falco (1957–1998), chanteur (musicien de pop)
- Anton Dominik Fernkorn, (1813-1878), sculpteur
- Alexander Girardi, (1850-1918), acteur
- Christoph Willibald Gluck, (1714-1787), compositeur
- Theophil Hansen, (1813-1891), architecte
- Johann Ritter von Herbeck, (1831-1877), compositeur
- Curd Jürgens, (1915-1982), acteur
- Emmerich Kálmán, (1882-1953), compositeur d'opérettes
- Bruno Kreisky, (1911-1990), homme d'État
- Joseph Lanner, (1801-1843), compositeur
- Lotte Lehmann, (1888-1976), chanteuse d'opéra
- György Ligeti, (1923-2006), compositeur
- Theo Lingen, (1903-1978), acteur
- Wolfgang Amadeus Mozart, (1756-1791), compositeur (plus exactement : un cénotaphe rappelle sa mémoire au Zentralfriedhof, mais il fut enterré dans une fosse commune au cimetière St Marx à Vienne - Autriche)
- Helen Odilon, (1865-1939), actrice
- Georg Wilhelm Pabst, (1885-1967), réalisateur de cinéma
- August von Pettenkofen (1822-1889), peintre
- Helmut Qualtinger, (1928-1986), acteur
- Leonie Rysanek, (1926-1998), chanteuse d'opéra
- Antonio Salieri (1750-1825), compositeur
- Arnold Schönberg, (1874-1951), compositeur/peintre
- Franz Schubert, (1797-1828), compositeur
- Margarete Schütte-Lihotzky, (1897-2000), architecte
- Alma Seidler, (1899-1977), actrice
- Robert Stolz, (1880-1975), compositeur
- Eduard Strauss, (1835-1916), compositeur
- Johann Strauss père, (1804-1849), compositeur
- Johann Strauss fils, (1825-1899), compositeur
- Josef Strauss, (1827-1870), compositeur
- Franz von Suppé, (1819-1895), compositeur et chef d'orchestre d'opérettes
- Franz Werfel, (1890-1945), poète, écrivain, mari d'Alma Mahler
- Anton Wildgans, (1881-1932), poète
- Fritz Wotruba, (1907-1975), sculpteur
- Joe Zawinul, (1932-2007), pianiste, claviériste et compositeur de jazz